# Deniliquin
Deniliquin – miasto w Australii, w stanie Nowa Południowa Walia.